# Microchilus panamanicus
Microchilus panamanicus är en orkidéart som beskrevs av Paul Ormerod. Microchilus panamanicus ingår i släktet Microchilus och familjen orkidéer. Inga underarter finns listade i Catalogue of Life.